# Cornicythereis
Cornicythereis is een geslacht van uitgestorven kreeftachtigen uit de klasse van de Ostracoda (mosselkreeftjes).

## Soorten
- Cornicythereis bonnemaioides Swain & Xie, 1992 †
- Cornicythereis carrensis (Keen & Siddiqui, 1971) Neale, 1978 †
- Cornicythereis cornueli (Deroo, 1957) Gruendel, 1973 †
- Cornicythereis larivourensis (Damotte & Grosdidier, 1963) Damotte, 1981 †
- Cornicythereis mainensis Damotte, 1983 †
- Cornicythereis mdaouerensis (Bassoullet & Damotte, 1969) Breman, 1976 †
- Cornicythereis oweni Kemper, 1989 †
- Cornicythereis picofrentensis (Grekoff & Deroo, 1956) Reyment, 1984 †
- Cornicythereis simplex (Cornuel, 1846) Babinot, Colin & Damotte, 1985 †